# Anarchismus bez přívlastků
Anarchismus bez přívlastků (ze španělského anarquismo sin adjetivos) je směr anarchistické teorie vybízející k nedělení anarchismu, k upuštění od rozlišovacích přívlastků jako např. komunistický, kolektivistický, mutualistický či individualistický anarchismus. Vyvstal jako reakce na odlišné náhledy různých anarchistických škol na ekonomické uspořádání budoucí společnosti a jejich následné spory o její ideální podobu.
Vyzývá ke koexistenci všech anarchistických škol a spojení se okolo společné antiautoritářské myšlenky, ekonomické uspořádání pak považuje až za druhotně důležité.

## Původ
Tento postoj byl zformulovaný roku 1889 v Barceloně Kubáncem Fernandem Tarrida del Mármolem. Směřoval své připomínky ke komunistickým a kolektivistickým anarchistům ve Španělsku, kteří v té době vedli intenzivní debatu nad výhodou jejich teorií. Anarchismus bez přívlastků byl pokus ukázat větší toleranci mezi anarchistickými směry, aby bylo jasné, že anarchisté by neměli vnucovat komukoli předjímané hospodářské plány — ani v teorii.
Podobný ideový spor probíhal i v USA mezi individualistickými a komunistickými anarchisty.

## Kritika
Někteří anarchisté, kteří nepodporují anarchismus bez přívlastků, se brání toleranci anarchokapitalismu a proto se identifikují jako sociální anarchisté, tvrdíce, že tolerance spojená s anarchismem bez přívlastků by se neměla vztahovat na anarchokapitalismus.